# Couronne du royaume de Hanovre

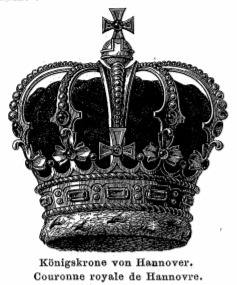
Gravure de la couronne du royaume de Hanovre (1877).

La couronne du royaume de Hanovre est un symbole utilisé par les souverains de Hanovre à partir de 1815. Une première version, aujourd'hui perdue, est créée pour représenter le pays lors de l'intronisation et des funérailles des rois britanniques George III, George IV et Guillaume IV, qui étaient aussi rois de Hanovre. Une nouvelle couronne royale est créée en 1843 par Georg Julius Friedrich Knauer (1790-1855) et par Wilhelm Lameyer (1808-1882). Les rois de Hanovre étaient aussi en possession des bijoux de l'ancien duché de Brunswick-Lunebourg.

## Histoire

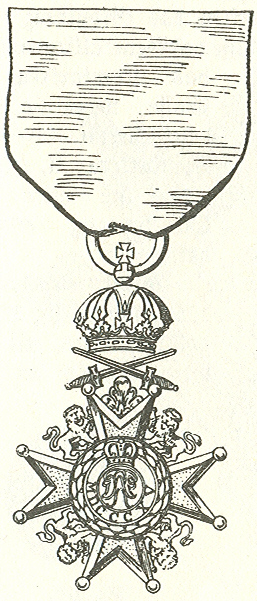
Représentation de la première couronne perdue sur l'insigne de l'ordre royal des Guelfes

### La première couronne royale
En 1814, lors du Congrès de Vienne, le royaume de Hanovre est reconnu et considéré comme le successeur de l'électorat de Brunswick-Lunebourg. Par union personnelle, les rois de Hanovre seront aussi rois du Royaume-Uni jusqu'en 1837. En 1815, H. Schaedler conçut une couronne royale de Hanovre qui était présentée à côté de la couronne britannique lors d'occasions officielles, pour symboliser l'union personnelle. Schaedler la décrit comme ceci :
Elle se compose d'une base d'or sur laquelle se trouvent 16 dents, portant alternativement de larges croix ou des fleurons . Huit arches dorées reposant sur ces pointes cloutées ferment la couronne, qui porte en son sommet une orbe crucigère.
Le projet de Schaedler a servi comme représentation de la couronne sur les médailles de l'ordre royal des Guelfes. Cette couronne est probablement aussi la première fabriquée pour la maison royale de Hanovre. Elle était utilisée conjointement à la couronne britannique lors des funérailles de George III (1820), George IV (1830) et Guillaume IV (1837). Nous ne savons rien de la date de création, de son lieu de fabrication, de ses composants ou de son lieu de conservation.

### La couronne royale de 1843

#### Origine et symbolique
La commande de nouveaux emblèmes royaux est passée aux joaillers et orfèvres Georg Julius Friedrich Knauer (1790–1855) et Wilhelm Lameyer (1808–1882). Le pelletier Johann Krüger est aussi requis pour équiper la couronne d'hermine fine (pour une valeur de 25 thaler et pour créer une coiffe de velours rouge.
La décision de fabriquer une nouvelle couronne remonte à la fin du printemps 1842, avec pour prétexte les noces imminentes du prince héritier George avec Marie de Saxe-Altenbourg. Un sceptre ainsi qu'une couronne plus légère pour les petites occasions sont commandés dans le même temps. Cette petite couronne devait servir à la future mariée.

Monogramme du roi George V avec la couronne du royaume de Hanovre de 1843.

Les insignes royales devait ainsi être des symboles visibles de la puissance et de la dignité monarchique. Comme aucun couronnement n'a eu lieu pour les souverains hanovriens, la couronne et le sceptre n'ont jamais été portés par un roi, et n'avaient qu'une dimension symbolique.
La couronne devait être à la base en or 14 carats, peser environ 14,6 grammes[Combien ?], et comporter 4 émeraudes, 4 saphirs et 10 grenats orientaux. Finalement, elle comporte 6 saphirs bleus, 4 émeraudes ainsi que 10 rubis. L'orfèvre a en plus ajouté des niches dans lesquelles sont encastrés des diamants, des grenats ou des perles. La couronne est ainsi plus un écrin qu'un objet véritablement adéquat, dans lequel les pierres précieuses peuvent être rajoutées lors des occasions spéciales. Par sa silhouette et certains détails, la couronne semble avoir pour modèle la couronne de saint Édouard. Depuis sa restauration pour une exposition à Berlin en 1997, on trouve des perles en haut des dents.
Le sceptre royal est construit sur le modèle général de la composition en trois parties : poignée, manche et un ornement supérieur. Le modèle est probablement le sceptre de Charles II qui a servi à nombre de sacres de souverains anglais. Le sceptre est fait d'or 18 carats et est surmonté d'un globe crucigère, symbolisant la mission royale du contrôle temporel sur le monde donné par Dieu.
La petite couronne est d'or 14 carats et ne comporte aucune pierre précieuse, mais est garnie de plusieurs niches pouvant au besoin être comblées par des diamants. Cette couronne sera utilisée lors du mariage de George V et de Marie de Saxe-Altenbourg, et sera présentée comme couronne mortuaire lors de la mort de cette dernière en 1907.

#### Conservation
Le lieu de dépôt des insignes royaux de Hanovre et ducaux de Brunswick-Lunebourg était le Trésor de la Couronne du Leineschloss, dans la ville de Hanovre. Il s'agissait d'une cave voutée qui ne pouvait être ouverte qu'à l'aide d'un rituel compliqué. Le 27 juin 1866, par la défaite de la bataille de Langensalza, le royaume de Hanovre sera occupé par les troupes prussiennes puis annexé par une loi du 20 septembre pour ne devenir qu'une simple province. Pour prévenir le vol lors de la rapide occupation de la ville par les Prussiens, les joyaux vont être déposés dans une salle du palais de Herrenhausen, où vit la reine Marie.
Le 27 septembre 1866, la reine déménage avec sa fille cadette la princesse Marie et le reste de la cour hanovrienne (qui comprend environ quarante personnes) vers le château de Marienburg, qui était encore en travaux. Elle y amène aussi le trésor des Welfs, pour le préserver des spoliations prussiennes.
Les couronnes et les joyaux du duché de Brunswick-Lunebourg, ainsi que la couronne royale, le sceptre et la couronne de princesse de Hanovre se trouvent donc sous la protection de la reine Marie au château de Marienburg. Comme la peur d'une confiscation des joyaux se fait sentir, la reine Marie décide de les faire passer secrètement en Angleterre et plus tard vers l'Autriche, où se dirigent les souverains en exil.

Entre 1869 et 1886, les joyaux se trouvent à la Villa Hügel dans la commune de Hietzing, lieu de résidence de l'ancien roi George V prêté par le duc de Brunswick. Après la mort de Georges V le 12 juin 1878 à Paris, son cercueil fut transféré le 17 juin sous une conduite militaire à l’église luthérienne de la Rédemption. Onno Klopp écrit que près de 200 000 personnes se tenaient au bord des rues à l’époque quand la République française a préparé un véritable enterrement royal pour le roi chassé. Le corps a été transféré en Angleterre et les funérailles ont eu lieu en présence de la reine Victoria le 24 juin dans la chapelle Saint-Georges du château de Windsor. Dans le cortège funèbre qui se forma dans le hall de la maison de Dieu, la couronne du royaume de Hanovre fut portée par l’ancien maréchal Carl Ernst von Malortie, qui la déposa sur le cercueil royal pour les funérailles.
Entre 1886 et 1930, les joyaux sont gardés au Schloss Cumberland au nord de Gmuden, près du Traunsee et résidence d'exil du prétendant Ernest-Auguste. En 1925, par une convention sur les droits patrimoniaux, le château de Blankeburg est offert à la dynastie. Le nouveau prétendant Ernest-Auguste s'y rend avec son épouse Victoria-Louis de Prusse et les joyaux, et y réside de 1930 jusque sa fuite et son expropriation en 1945.
À la fin de la Seconde Guerre mondiale, le château de Blankenburg se trouve dans la zone d'occupation soviétique. Mais comme les troupes britanniques occupent le Harz (où se trouve le château), la famille peut s'échapper en emportant les bijoux. Le voyage entre Blankenburg et le château de Marienburg dure quatre semaines sous escorte de trois chars, et permettent de laisser le château de Blankenburg presque entièrement vide.
Les joyaux de la Couronne sont encore aujourd'hui en possession de la maison de Hanovre, et celle-ci a toujours un prétendant en la personne de Ernest-August de Hanovre (né en 1954). Pour les funérailles de Georges V  à Paris, le 17 juin 1878, une imitation de la couronne royale fut créée comme bijou funéraire et se trouve aujourd’hui au Musée historique de la Haute rive de Hanovre. Cette couronne était faite en laiton avec des fausses pierres précieuses en verre coloré. Le lieu de conservation des joyaux reste secrète.

## Exposition de la couronne en Allemagne
En 1997, pour une exposition au Musée historique allemand de Berlin, la couronne royale de Hanovre a été exposée au public. La couronne, le sceptre et la couronne nuptiale du royaume de Hanovre ont également été montrés en 2017 par la maison de Hanovre au château de Marienburg dans l'exposition « The Way to the Crown ». L'une des principales attractions du spectacle est l'insigne du royaume de Hanovre - la couronne de 1842 avec sceptre et couronne de mariée, que le roi Ernst August avait faite et léguée plus tard à son fils George V.